# Vestas Wind Systems
Vestas Wind Systems A/S (kurz: Vestas) (Börse Kopenhagen: VWS.CO) ist ein Hersteller von Windkraftanlagen mit Sitz im dänischen Aarhus. Das Unternehmen hatte Ende 2023 über 30.000 Beschäftigte in zahlreichen Ländern, darunter Dänemark, Deutschland, Schweden, Großbritannien, Italien, China, Japan, USA und Australien. Ende 2023 hatte Vestas Windkraftanlagen in 88 Ländern mit einer Leistung über 177 GW installiert.

## Geschichte
1945 gründete Peder Hansen VEstjysk STaalteknik A/S in der dänischen Kleinstadt Lem. Der Name wurde schon nach kurzer Zeit zu Vestas abgekürzt. Zunächst wurden Haushaltsgeräte hergestellt, 1950 dann hauptsächlich Landmaschinen. 1956 begann die Herstellung von Zwischenkühlern und ab 1968 wurden Hydraulikkräne für Kleinlaster produziert. Die Ölkrise 1970 brachte Peder Hansen auf eine neue Geschäftsidee: erneuerbare Energien.
1979 wurde die erste Windkraftanlage verkauft. Sie stand bis 2023 im dänischen Dejbjerg. Ein Jahr später begann Vestas mit der Serienproduktion von Windkraftanlagen und installierte die ersten 80 Anlagen mit einer Leistung von 55 kW. 1981 gingen die ersten Aufträge aus den USA ein. Vestas beschloss, die Glasfaserbauteile für die Windkraftanlagen selbst herzustellen. Am Ende des Jahres 1987 wurde das Unternehmen Vestas Wind Systems A/S gegründet, das sich ausschließlich auf Windenergie konzentriert. Im November 1991 wurde in Dänemark die 1000. Windkraftanlage des Unternehmens errichtet. Zwischen 1994 und 2001 war Vestas mit 40 % als technischer Partner am spanischen Windkraftanlagen-Hersteller Gamesa beteiligt.
1995 begann der Bau des Offshore-Windparks Tunø Knob im Kattegat südöstlich des dänischen Aarhus. Das Projekt wurde in Zusammenarbeit mit I/S Midtkraft durchgeführt, welche die Fundamente bauten. Nach der Fertigstellung der Fundamente übernahm Vestas das Projekt und installierte in fünf Tagen zehn V39-500-kW-Anlagen.
1998 ging Vestas an die Börse. Die Aktien des Unternehmens werden an der Kopenhagener Börse gehandelt.
Im April 2002 wurde der damals größte Offshore-Windpark Horns Rev vor der Westküste Dänemarks mit 80 Anlagen des Typs V80-2MW errichtet. Im Juli 2002 wurden weitere 30 Anlagen des gleichen Typs für den ersten großen Offshore-Windpark Großbritanniens, North Hoyle beauftragt. Weitere Großaufträge folgten.
Vestas fusionierte 2004 mit NEG Micon A/S, einem weiteren Windkraftanlagen-Hersteller. Der dänische Mitbewerber war wiederum aus der Fusion von Micon A/S und der Nordtank Energy Group A/S hervorgegangen. Als Firmenname wurde Vestas gewählt, die Firmenzentrale aber zunächst an den Micon-Standort nach Randers verlegt.
Im August 2009 stellte Vestas über 5000 zusätzliche Arbeitskräfte für neue Fabriken in China, USA und Spanien ein. Das wurde damit begründet, dass diese Märkte schneller wüchsen, im Gegensatz zur schleppenden Entwicklung von Windparks in Großbritannien. Dafür sollten andere Werke, beispielsweise auf der Isle of Wight, geschlossen und rund 3000 Mitarbeiter in Europa entlassen werden, wogegen es Proteste gab. 2012 musste Vestas aufgrund von Überkapazitäten in der Branche und des Preisverfalls bei Windkraftanlagen mehrere Restrukturierungsmaßnahmen durchführen und Personal entlassen. Zudem wurden mehrere Werke geschlossen. Anfang 2013 wurde der Hauptsitz vom dänischen Randers nach Aarhus verlegt. Im Oktober 2013 verkaufte Vestas sechs seiner Produktionsstätten für einen Euro an die VTS Partners GmbH. 2015 wurden Untreuevorwürfe gegen mehrere Vestas-Mitarbeiter bekannt. Demnach sollen mehrere ehemalige Angestellte dem Konzern sowie weiteren Unternehmen der Branche einen Schaden in Höhe von 18 Millionen Euro zugefügt haben.
Die 55000. Windkraftanlage des Unternehmens, eine V112-3.0MW, wurde im Oktober 2015 im hessischen Windpark Schlüchtern-Wallroth errichtet. Ende 2015 übernahm Vestas den amerikanischen Wartungs- und Serviceanbieter UpWind Solutions. Anfang 2016 folgte die Übernahme von Availon aus Deutschland. Später folgte eine Beteiligung an dem Unternehmen Modvion, das Windkrafttürme aus Holz herstellen will und nach der Errichtung eines ersten Prototyps im Jahr 2020 im Mai 2022 die Produktion für die Errichtung kommerzieller Türme ab dem Jahr 2023 aufnahm.
Nach Erhebung des Internationalen Wirtschaftsforum für Regenerative Energiewirtschaft für das Jahr 2020 installierte in diesem Jahr das Unternehmen Windkraftanlagen mit einer Leistung von 12,4 Gigawatt. Es steht damit im internationalen Ranking der Windkraftanlagenhersteller auf dem 3. Platz.
Am 21. September 2021 wurde bekannt, dass Vestas drei der europäischen Werke schließen wird. Neben Werken in Viveiro und Esbjerg ist auch die Rotorblattfabrik in Lauchhammer von der Schließung betroffen. Am 11. Dezember 2021 hat das letzte Rotorblatt die Produktionshalle verlassen. 450 Arbeitsplätze wurden dort abgebaut.
Der Hauptsitz von Vestas ist in Aarhus. Wichtige Produktionsstätten sind unter anderem Lem, Nakskov, Isle of Wight, Taranto, Tianjin, Daimiel und Windsor. Wartungsleistung wird über die Vestas Services GmbH in Husum angeboten. Die Vestas Nacelles Deutschland GmbH hat ihren Sitz in Lübeck.
Die Zentrale der Vestas Deutschland GmbH befindet sich seit 1986 in Hamburg und beschäftigt rund 2000 Mitarbeiter.

## Anlagentypen

### Windkraftanlagen an Land (onshore)
Im Januar 2019 brachte Vestas eine Plattform mit dem Namen EnVentus mit neuen Anlagentypen auf den Markt. Die Nabenhöhen betragen bis zu 166 Meter. Der Prototyp der V150-5.6 MW wurde Mitte 2020 im Windkraftanlagentestfeld Østerild aufgestellt. Die Serienproduktion startete zum Ende des Jahres. Im Jahr 2023 war die V150 der am häufigsten in Betrieb gegangene Anlagentyp in Deutschland, gleichauf mit der Nordex N149. Die EnVentus-Plattform erfuhr Ende 2020 eine Leistungssteigerung auf zunächst 6 Megawatt und der Prototyp der V162-6.0 MW wurde im Windkraftanlagentestfeld Østerild aufgestellt. Mitte 2021 wurde die Nennleistung nochmals auf 6,2 MW gesteigert. Für die Märkte in Deutschland und Österreich fertigt Vestas die hohen Nabenhöhen mit Hybridtürmen, eine Kombination aus Beton- und Stahlsegmenten, von Max Bögl Wind an. Die erste V162-6.0 MW in Deutschland ging im Mai 2022 bei Basedow (Prenzlau) in Betrieb.
Im November 2021 wurde die V162-6.8 MW auf den Markt gebracht. Durch die Leistungssteigerung soll die mittlere Jahresproduktion gegenüber der V162-6.2 MW um bis zu 7 % gesteigert und durch ein modulares Maschinenhaus soll der Transport vereinfacht werden. Ein Prototyp der V162 mit 7,2 Megawatt wurde im August 2024 im Bürgerwindpark Janneby aufgebaut. Im April 2022 wurde die V172-7.2 MW als neues Topmodell vorgestellt.

#### 2-MW-Plattform
- Die 2-MW-Plattform wurde im Jahr 2000 mit der V80-2MW gestartet und in den folgenden Jahren um weitere Anlagentypen ergänzt. 2004 wurde die V90 eingeführt, 2009 die V100 und 2014 die V110. 2017 wurden die V116 und die V120 vorgestellt, die Ende 2017 bzw. Anfang 2018 in Serienfertigung gingen. Technisch sind fast alle Anlagen mit dreistufigem Getriebe und doppelt-gespeistem Asynchrongenerator ausgestattet. Nur 2011 und 2012 wurde bei bestimmten Anlagen ein permanenterregter Synchrongenerator eingesetzt, anschließend wechselte Vestas jedoch wieder komplett zum vorherigen Antriebsstrang zurück.[24]
- Der Prototyp der V120 wurde Anfang 2018 in der Ringkøbing-Skjern Kommune errichtet.[25]
- Die V110-2.0 MW kommt überwiegend auf dem amerikanischen Markt bei Großprojekten wie dem Windpark XI zum Einsatz.
- Die V90 mit 1800 oder 2000 kW gehört zu den meistverkauften Anlagen von Vestas.

#### 4-MW-Plattform
Im Juni 2017 wurde von Vestas eine aus drei Anlagentypen bestehende 4-MW-Plattform auf den Markt gebracht, die auf der 2010 eingeführten 3-MW-Plattform aufbaut. Neben der Standardleistung von 4 Megawatt wird auch ein Power Optimized Mode mit 4,2 Megawatt angeboten. Die Nabenhöhe beträgt bis zu 166 Meter. Der Prototyp der V150-4.2 MW wurde im Januar 2019 im Windkraftanlagentestfeld Østerild in Betrieb genommen. Die Rotorblätter werden zum Teil von LM Wind Power geliefert.
- Alle Anlagen der 3,45-MW-Generation nutzen einen Asynchrongenerator in Kombination mit einem Vollumrichter und Getriebe. Im Jahr 2013 folgte für die 3-MW-Plattform eine Leistungssteigerung von 3,0 MW auf zunächst 3,3 MW und später 3,45 MW. Mit der Leistungssteigerung war auch der Umstieg von Permanentmagnetgenerator (3,0 MW) auf Asynchrongenerator (3,3 MW und 3,45 MW) verbunden. Anlass war der Preisanstieg für die Permanentmagnete.[30] Vestas bietet seit 2015 einen leistungsoptimierten Modus mit 3,6 MW an.
- V163: Im Mai 2022 kündigte Vestas die V163-4.5 auf der älteren 4-MW-Plattform an. Die Anlage hat einen höheren Kapazitätsfaktor durch das Verhältnis aus Rotor und Nennleistung. Außerdem wird die Betriebstemperatur gegenüber der V150-4.5 um vier Grad erhöht.[31] Der Prototyp wurde im Sommer 2023 aufgestellt.[32]
- V155: Der Prototyp wurde im August 2021 im Windkraftanlagentestfeld Østerild aufgestellt.[33] Die Serienfertigung startete 2022. Eine Leistungserhöhung auf 3,6 MW ist vorgesehen.
- V136: Im September 2015 wurde auf der HUSUM WindEnergy die Anlage auf Basis der 3-MW-Plattform mit 136 Meter Rotordurchmesser vorgestellt.[34] Sie wird auf Türmen (in der Regel Stahlrohr) mit einer Nabenhöhe von bis zu 166 m angeboten und ist für Schwachwindstandorte vorgesehen. Der Prototyp wurde im Dezember 2016 im Windkraftanlagentestfeld Østerild aufgestellt.[35] Die Serienfertigung startete Mitte 2017, so dass die erste V136-3,45 MW mit 149 m Nabenhöhe am 25. Juli 2017 in Lichterfeld-Schacksdorf in Betrieb genommen wurde.[36] Die Rotorblätter wurden auch im Werk in Lauchhammer produziert.[37][38] Ende 2019 errichtete Vestas vier V136-4.2 mit 82 Meter Nabenhöhe im Hirtshals Havn. Es ist der erste dänische Windpark an Land, der ohne subventionierte Einspeisevergütung auskommt.[39]
- V126: In den Jahren 2019[40] und 2020[41] war die V126 der am häufigsten in Betrieb gegangene Anlagentyp in Deutschland.
- V112: Die Anlage wurde 2010 eingeführt, hatte zunächst eine Nennleistung von 3,0 MW und begründete den Start der 3-MW-Plattform. Im Jahr 2015 war die V112 der am häufigsten in Betrieb gegangene Anlagentyp in Deutschland.[42]

### Windkraftanlagen auf See (offshore)
- Im November 2012 wurde eine Zusammenarbeit mit dem japanischen Industrieunternehmen Mitsubishi Heavy Industries (MHI) angekündigt.[43] 2014 wurde schließlich die MHI Vestas Offshore Wind A/S als Joint Venture zwischen Vestas und MHI mit dem Ziel der Entwicklung und Errichtung von Offshore-Windkraftanlagen gegründet. In Deutschland hat die MHI Vestas Offshore Wind Germany GmbH ihren Sitz ebenfalls in Hamburg. Am 27. November 2020 genehmigte die Europäische Kommission in einer Zusammenschlusskontrolle, dass Vestas den MHI-Anteil am Unternehmen übernehmen darf. Dafür erhält MHI einen Anteil von 2,5 Prozent an Vestas (entsprach 709 Millionen Euro) und einen Sitz im Aufsichtsrat.[44]
- Vestas V112: Der seit 2010 für den Einsatz an Land verfügbare Anlagentyp wurde von MHI Vestas auch für den Offshore-Einsatz angeboten.
- Vestas V164: Am 30. März 2011 kündigte Vestas mit der V164 eine neue Turbine für den Offshore-Einsatz an. Sie wurde 2017 als „Windkraftanlage des Jahres“ in der Kategorie „Offshore“ ausgezeichnet.[45] Vestas steigerte die Leistung der Turbine auf bis zu 10 MW.
- Vestas V174: Der Prototyp wurde Anfang 2020 im Windkraftanlagentestfeld Østerild aufgestellt.[46] In der deutschen Ostsee kommt die Anlage in den Offshore-Windparks Baltic Eagle und Arcadis Ost 1 zum Einsatz.
- Vestas V236: Am 10. Februar 2021 kündigte Vestas mit der V236 eine neue Turbine an, die an guten Offshore-Standorten ein Regelarbeitsvermögen laut Vestas von bis zu 80 Mio. kWh pro Jahr erzeugen kann (bei ca. 5300 Volllaststunden). Die Serienproduktion ist für 2024 geplant.[47] Das 115,5 m lange Rotorblatt lässt Vestas auf dem Prüfstand des Fraunhofer IWES in Bremerhaven testen.[48] Der Prototyp im Windkraftanlagentestfeld Østerild stellte im August 2023 einen neuen Rekord auf, indem er an einem Tag 363 MWh Strom erzeugte.[49] Die erste kommerzielle Anlage wurde im Juni 2024 im Hafen von Thyborøn aufgebaut.[50]
- Seit 2024 arbeitet Vestas an der Verbesserung der CO2-Bilanz bei der Herstellung von Türmen, die hauptsächlich aus Stahl bestehen. Für den polnischen Offshore-Windpark Baltic Power nutzt ArcelorMittal im belgischen Werk in Charleroi für die Stahlerzeugung einen Teil Stahlschrott in einem Lichtbogenofen, der mit Ökostrom versorgt wird.[51]

### Frühere Anlagentypen (Beispiele)
| Anlagentyp  | Nennleistung (kW) | Rotordurchmesser (m) | Bild                                              |
| ----------- | ----------------- | -------------------- | ------------------------------------------------- |
| V116-2.1 MW | 2000-2100         | 116                  |                                                   |
| V90-3.0 MW  | 3000              | 90                   |                                                   |
| V82-1.5 MW  | 1500              | 82                   |                                                   |
| V80-2.0 MW  | 2000              | 80                   |                                                   |
| V72-1.5 MW  | 1500              | 72                   |                                                   |
| V66-1.65 MW | 1650              | 66                   |                                                   |
| V63-1.5 MW  | 1500              | 63                   |                                                   |
| V52-850 kW  | 850               | 52                   |                                                   |
| V47-660 kW  | 660               | 47                   |                                                   |
| V44-600 kW  | 600               | 44                   |                                                   |
| V42-600 kW  | 600               | 42                   |                                                   |
| V39-500 kW  | 500               | 39                   |                                                   |
| V34-400 kW  | 400               | 34                   | The_Delabole_wind_farm_-_geograph.org.uk_-_216985 |
| V29-225 kW  | 225               | 29                   |                                                   |
| V27-225 kW  | 225               | 27                   |                                                   |
| V25-200 kW  | 200               | 25                   | Vestas_V25-200kW_wind_turbine_in_Porrendeich1     |
| V20-100 kW  | 100               | 20                   |                                                   |
| V17-75 kW   | 75                | 17                   |                                                   |
| V16-65 kW   | 65                | 16                   |                                                   |
| V15-55 kW   | 55                | 15                   |                                                   |
| V12-22 kW   | 22                | 12                   |                                                   |
| V10-30 kW   | 30                | 10                   |                                                   |

- Die V10-30 kW wurde 1979 als erste Vestas-Windkraftanlage in Dänemark errichtet.
- Eine V25-200 kW wurde 1989 als zweite Windkraftanlage in der damaligen DDR 1989 in Betrieb genommen, das Windrad Wustrow.
- Die V52-850 kW gehörte zu den meistverkauften Anlagen in der 1-MW-Klasse. Die Anlage wurde in verschiedenen Ländern produziert, unter anderem in China und Italien. Errichtet wurden rund 3764 Anlagen (Stand 31. Dezember 2010). 365 Anlagen kommen im Windpark Lake Turkana zum Einsatz.
- Eine Besonderheit der V90-3.0 MW ist, dass das Hauptlager im Getriebe integriert ist. Das sparte den Einsatz einer zusätzlichen Antriebswelle und Gewicht.

### Micon
Die Micon A/S ging 1983 durch Ausgliederung von Teilen des Windenergie-Geschäfts der Nordtank Energy Group A/S hervor und wurde bald zu einem der führenden Hersteller von Windkraftanlagen. Besonders auf dem in den 1980er Jahren neu aufkommenden Markt der kalifornischen Energiewende war das Unternehmen erfolgreich.
1997 wurden Micon und Nordtank wieder zu einer Firma, NEG Micon A/S, fusioniert.
1998 übernahm Micon den Windkraftanlagen-Hersteller Wind World.
NEG Micon wurde im Frühjahr 2004 von Vestas mehrheitlich übernommen und dann verschmolzen. NEG Micon entwickelte und konstruierte Windkraftanlagen mit einer Nennleistung von 55 kW bis 2750 kW.

### Nordtank
Die Nordtank Energy Group A/S (kurz: NTK oder NEG) mit Sitz in Balle, Syddjurs war ursprünglich ein Kesselhersteller, der in die Energietechnik einstieg. Das Unternehmen gehörte als erster dänischer Hersteller in den frühen 1980er-Jahren mit zu den Pionieren der Windenergie. 1983 wurden Teile des Windenergie-Geschäfts in die eigenständige Firma Micon A/S ausgegliedert. 1997 erfolgte die Fusion von Nordtank und Micon zu NEG Micon A/S. Nordtank entwickelte und konstruierte Windkraftanlagen mit einer Nennleistung von 10 kW bis 1500 kW.

### NedWind
Der Hersteller NedWind B.V. ging auf die 1975 in Rhenen durch Chris van de Pol gegründeten Polenko B.V. zurück. Dieses Unternehmen war Teil des niederländischen Elektrotechnik-Konzerns Holec und baute anfänglich kleine Windkraftanlagen mit einer Leistung von 0,5 bis 3,5 kW, ehe in den 1980er Jahren auf größere Anlagen mit rund 300 kW Nennleistung gesetzt wurde. im friesischen Sexbierum entstand 1985 mit „AEOLUS“ ein experimenteller Windpark mit 20 Polenko-Anlagen und einem 1987 fertiggestellten Besucherzentrum. Schon zu diesem Zeitpunkt verkaufte das Unternehmen auch Anlagen ins Ausland, etwa in die USA, nach Großbritannien und nach Indien. Ende der 1980er Jahre existierte ein Nachfolgeunternehmen namens Newinco aus Krimpen aan den IJssel als Tochter des Maschinenbaukonzerns Grootint, das eine zweiblättrige 500-kW-Anlage entwickelte. Aufgrund technischer Probleme mit den Flügelspitzen scheiterte der 1989 der Aufbau eines Prototyps auf der Maasvlakte in Rotterdam. Noch im selben Jahr verkaufte Newinco 15 Anlagen an den Gemeentelijk Energiebedrijf Rotterdam nach Dordrecht.
1990 schloss sich Newinco mit dem Hersteller Bouma zusammen und firmierte fortan als NedWind B.V. Die 1981 gegründete Bouma Windenergie B.V. stieg Mitte der 1980er Jahre ins Windkraftgeschäft ein und baute Anlagen mit 80, 160 und 250 kW Nennleistung. Das Nachfolgeunternehmen NedWind übernahm die dreiflügeligen Anlagenmodelle von Bouma und die zweiflügeligen von Newinco und entwickelte sie weiter. Es waren anfangs eine dreiflügelige 250-kW-Anlage mit 25 m Rotordurchmesser und eine zweiflügelige 500-kW-Anlage mit einem variablen Rotordurchmesser von 35, 40 oder 44 m erhältlich. 1992 begann die Entwicklung einer noch größeren Anlage mit 1 MW Nennleistung.
In den 1990er Jahren war NedWind einer der drei verbliebenen Windkraftanlagenhersteller, neben Lagerwey und WindMaster, letztlich sogar Marktführer in den Niederlanden. Zahlreiche der charakteristischen zweiflügeligen Anlagen wurden in Windparks und an Einzelstandorten in den Niederlanden errichtet. Auch ins Ausland wurden einige Anlagen exportiert, über die Wistra GmbH in Ibbenbüren wurden Anlagen nach Deutschland vertrieben. Weitere Standorte waren die USA, wo in der kalifornischen San Gorgonio Pass Wind Farm zwanzig 500-kW-Anlagen errichtet wurden, und Curaçao, wo im Windpark Tera Kora zwölf 250-kW-Anlagen errichtet wurden. Ein weiterer Markt war Indien. Im Juni 1994 entstand mit dem Windpark Lely, in dem vier 500-kW-Anlagen montiert wurden, der erste Offshore-Windpark der Niederlande im IJsselmeer. Im selben Jahr wurden zwei Prototypen der 1-MW-Anlage in Noord-Holland und Groningen installiert. Nach eigenen Angaben hatte das Unternehmen 1996 130 Mitarbeiter und weltweit 412 Anlagen mit 170 MW Gesamtleistung installiert. Das letzte große Projekt der Firma war 1998 die Errichtung des Windparks Eemmeerdijk in Flevoland mit 19 Anlagen des 1-MW-Modells.
Im Juli 1998 meldete das Unternehmen Insolvenz an, da der niederländische Heimatmarkt nun von mehreren, insbesondere dänischen, Herstellern umkämpft war. Zudem stellte 1997 die Wistra GmbH den Vertrieb der Anlagen nach Deutschland ein. Infolgedessen wurde NedWind von der dänischen NEG Micon A/S übernommen. Der Name NedWind blieb als Vertrieb für NEG-Micon-Anlagen in den Benelux-Ländern und der Karibik bestehen. Die Weiterführung der seit 1999 entwickelten, dreiblättrigen 1-MW-Anlage wurde von NEG Micon übernommen.
Folgende Typen stammten aus der Produktion von NedWind:
| Anlagentyp | Nennleistung (kW) | Rotor- durchmesser (m) | Bild |
| ---------- | ----------------- | ---------------------- | ---- |
| NW 25/250  | 250               | 25                     |      |
| NW 35/500  | 500               | 35                     |      |
| NW 40/500  | 500               | 40                     |      |
| NW 44/500  | 500               | 44                     |      |
| NW 50/1000 | 1000              | 50                     |      |
| NW 55/1000 | 1000              | 55                     |      |

Anlagenstandorte (unvollständig)
- Windpark Lely: 4× NedWind NW40/500, 1994 errichtet, Near-Shore-Standort im IJsselmeer, 2016 demontiert[71]
- Windpark Eemmeerdijk: 19× NedWind NW55/1000, 1998 errichtet, 2006/2007 Demontage zweier Anlagen, 2023 als letzter niederländischer Windpark mit NedWind-Anlagen demontiert
- Windkraftanlage Zobes: 1× NedWind NW40/500, 1994 errichtet
- Windpark Bredenborn-Holzhausen: 1× NedWind NW44/500, 1996 errichtet, 2014 demontiert
- Windpark Kerpen: 5× NedWind NW44/500, 1996 errichtet, 2013/2014 demontiert
- Windpark Schmidt: 1× NedWind NW44/500, 1996 errichtet, 2011 demontiert
- Windpark Wormstedt: 3× NedWind NW44/500, 1996 errichtet, eine Anlage im September 2013 demontiert